# Mya-Lecia Naylor
Mya-Lecia Naylor, född 6 november 2002 i Warwickshire, England, död 7 april 2019 i London, England, var en engelsk skådespelerska. Hennes första roll var i rollen som Jane i ett avsnitt av komediserien Helt hysteriskt. Hon medverkade senare i filmen Cloud Atlas. Hon var även känd som Fran i Millie Inbetween samt som Mya i Almost Never.
Mya-Lecia Naylor avled den 7 april 2019 efter att ha kollapsat i sitt hem i London.